# 한상기 (작곡가)
한상기(韓相基, 1917년 11월 2일 ~ 2004년 8월 22일)는 일제강점기부터 활동한 대한민국의 작곡가이다.

## 생애
1938년 기타리스트 첫 데뷔 이후 20대 중반이던 1941년에 대중음악 작곡가로 활동을 시작했다. 이 무렵은 태평양 전쟁 기간 중이라 군국 가요가 다수 만들어질 때였다. 한상기는 콜럼비아레코드 소속으로 친일 가요 작곡에 참여했고, 1943년 말까지 약 2년 동안 총 19곡 정도를 작곡한 것으로 확인된다.
대표적인 곡으로 1943년 5월에 발표된 〈아류산 천리〉가 있다. "고향을 떠나온 건 나랏님의 은혜요/ 고향을 떠나온 건 나랏님의 은혜요/ 그 은혜 갚아 보세 아류샨 천리아들의 소식"이라는 가사로 된 이 노래는 북태평양의 미국령 알류샨 열도를 일본군이 공격하던 당시의 전황을 담고 있다. 그해 말에 발표된 〈아들의 소식〉 역시 군인으로 참전한 아들이 한 목숨 바치겠다는 편지를 보내오자 어머니가 그 마음이 고마워 울면서 아들을 자랑스러워한다는 가사의 전형적인 군국 가요이다. 이 때문에 2008년 발표된 민족문제연구소의 친일인명사전 수록예정자 명단 중 음악 부문에 포함되어 있다.
한국 전쟁 중이던 1952년에 군악대장을 맡았던 대한민국 해군 중령에서 예편하여 영화음악계에 입문한 뒤 영화음악 분야에서 많은 업적을 쌓았다. 첫 작품은 1955년에 만들어진 김기영 감독의 《주검의 상자》였다. 이후 《하녀》(1960), 《충녀》(1972), 《이어도》(1977) 등 김기영 감독의 작품 대부분에서 음악을 맡았고, 김기영의 유작으로 알려진 《죽어도 좋은 경험(천사여 악마가 되라)》(1995)까지 함께 했다.
김기영 외에는 유현목의 작품에 많이 참여했다. , 《순교자》(1965)《막차로 온 손님들》(1967), 《불꽃》(1975), 《장마》(1979) 등 총 10편의 유현목 감독 영화에서 음악 작업을 맡았다.
마지막 작품은 1995년에 개봉된 《죽어도 좋은 경험》이며 약 40년 동안 작곡한 영화음악 편수는 총 150여 편이다. 부일영화상과 대종상, 한국연극영화예술상의 음악 부문 상을 여러 차례 수상하기도 했다.

## 참고자료
- 김수경 (2003년 9월 4일). “원로 영화음악가 한상기씨 타계”. 씨네21. 2008년 5월 14일에 확인함.[깨진 링크(과거 내용 찾기)]
- 이준희 (2004년 4월 14일). “일제 침략전쟁에 동원된 유행가, ‘군국가요’ 다시 보기 (38)”. 오마이뉴스. 2008년 5월 14일에 확인함.